# Устьянова-Дольна

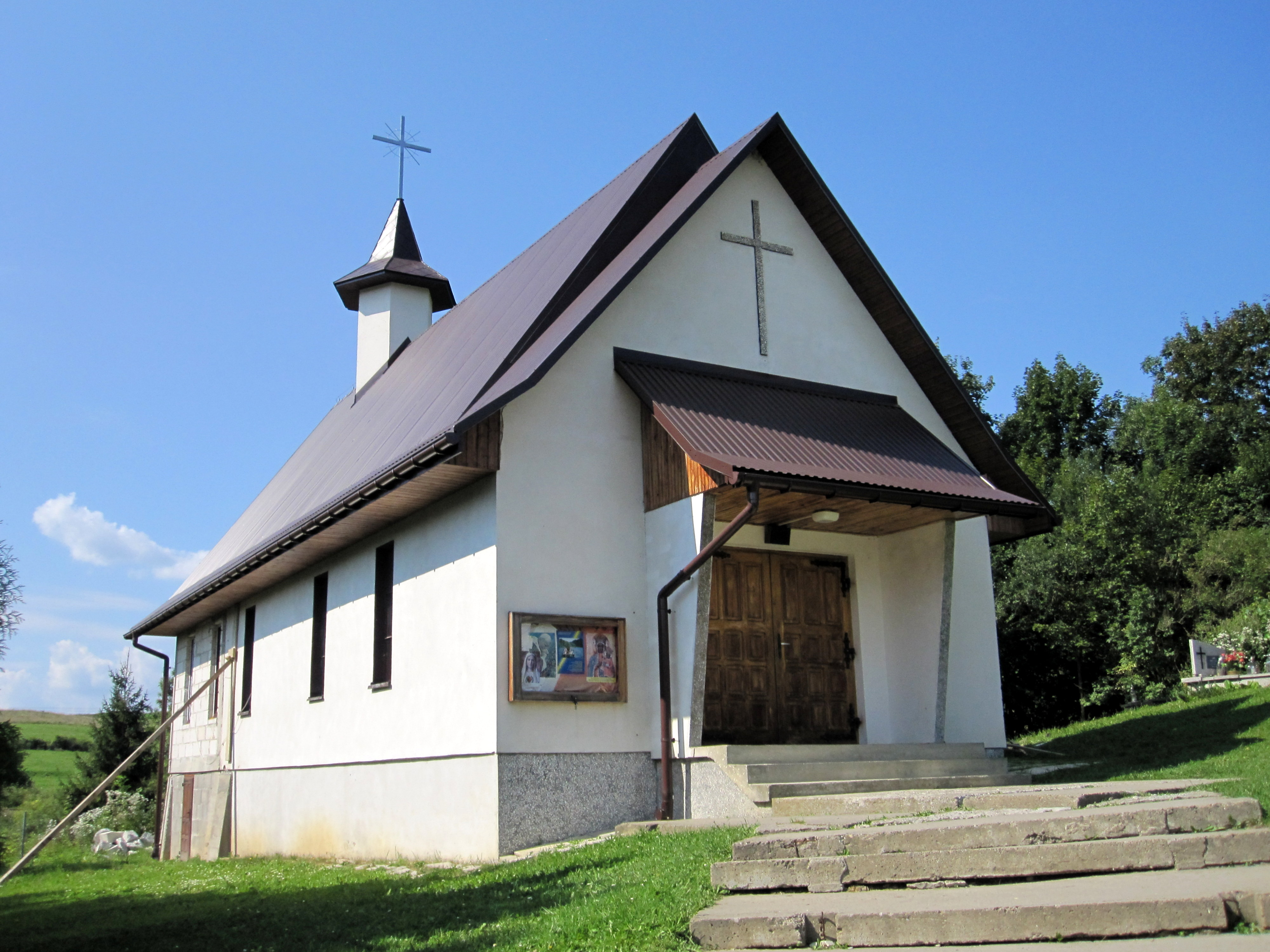

Устьяно́ва-До́льна (пол. Ustjanowa Dolna) — деревня в Польше, входит в Подкарпатское воеводство, Бещадский повет, гмина Устшики-Дольне.
До 1945 года составляла одно целое с деревней Устьянова-Гурна. После проведения советско-польской границы, прошедшей через деревню, Устьянова-Дольна осталась в Польше, Устьянова-Гурна отошла к СССР.
В 1975—1998 годах административно принадлежала к кросненскому воеводству.

## Географическое положение
Деревни расположены на объездной бещадской трассе, перед въездом в Устишки Дольны (со стороны Леска), между хребтом Жукова и скалами Малого Короля (642 м над у.м.), Большого Короля (732 м над у.м.) и Берда (728 м над у.м.), находящимися в ландшафтном парке Слонных Гор. Возле деревни проходит Главный европейский водораздел.

## История деревни Устянова
Деревня, сейчас разделённая на Устьянова-Гурна и Устьянова-Дольна, была основана в конце XV века на основе волошского права в землях семьи Кмитов. Первые упоминания об Устяновой приходятся на 1489 год. Она упоминается под названием Устьянова-Воля. Основное население было валашского, русского и польского происхождения. В последующем принадлежала Гербуртам, Дубравским, Жесчянским, Дубровским и Шемеловским. Само название происходит от имени Юстиан (Устян).
В XV веке через деревню прошла королевская государственная дорога (via publica), соединявшая Краков с Саноком, Самбором и Львовом. В 1520 году Пётр Кмита получил от короля Сигизмунда Старого право сбора дорожного налога в Устяновой, для целей содержания дороги и строительства мостов. Под 1526 годом упоминается существование парафиального костёла в деревне.
В 1672 году, во время одного из последних набегов татарских чамбулов, Нураддин Султан ограбил и спалил деревню (уцелело только 5 домов), а население угнал в неволю. В то время деревня принадлежала Гербуртам.
Некоторое разорение причинили деревне и наполеоновские войны. Воинская перепись саноцкого циркуляра приводит под 1816 годом следующую картину состояния деревни: 817 жителей, 117 хозяйств, 137 семейства, 8 шляхтичей и 1 представитель старшины, 1 хутор, 101 рекрут, годный к службе, 12 ограничено годных, 69 не годных к службе мужчин, 2 рядовых под призывом, 1 служащий транспорта, 3 временно освобождённых от службы, 2 женатых с детьми без опеки, 4 вдовца, 137 крестьян до 14 лет, 30 в возрасте от 15 до 17 лет, 442 женщины и девицы, 177 женатых мужчин, 198 холостых и 2 человека не найдены во время переписи. В инвентарной части списка указано 34 лошади (из них 15 кляч, 14 тягловых и 4 жеребят), 195 волов, 199 коров и 6 овец. В деревне вообще не осталось подпризывных жеребцов.
Церковные записи указывают что в 1890 году в Устяновой было 520 верующих греко-католиков, а в 1918 году уже 1300.
6 декабря 1918 года, во время польско-украинской войны, украинские части предприняли атаку Устшиков Дольных, чтобы отрезать от поляков обороняющийся Львов. Для обороны города прибыл из Кракова кавалерийский эскадрон (60 сабель), который предпринял атаку со стороны Устяновой на Рувню и у перекрёстка дорог в Хощовчике разбил украинскую колонну, взяв 38 пленных. 12 декабря через деревню прошли воинские части полковника Минкевича (2000 пехоты, 10 орудий и бронепоезд «Козак»), наступающие на Устшики и пробивающиеся к обороняющемуся Львову. 14 и 22 января 1919 года украинские части пытались ещё дважды атаковать Устшики со стороны Устяновой, но оба раза были отбиты огнём бронепоезда.
В 1921 году деревня насчитывала 280 хозяйств и 1671 жителя (1366 греко-католиков, 208 католиков и 96 иудеев). На разных концах деревни находилось две деревянные церкви, обе 1792 года постройки и под одним освящением св. Параскевы. Церковь в нижней части (Устяновой Дольной) была разобрана в 1953 году. Сохранилось старое кладбище с несколькими разбитыми надгробиями, находящееся в 200 м от шоссе, возле пансионата «Вила Стася».
В 1931—1939 годах Устянова была связана с планеризмом. Осенью 1931 года лётчики Демблинской секции Люблинского авиаклуба, провели пробные полёты со склонов Жукова на планере NN-bis, построенном подхорунжими этой школы. Полёты прошли успешно. Открыты временные полигоны, позволяющие быстро обучать лётчиков. Через два года на склоне Голицы (762 м над у.м.) был построен огромный и получивший известность в Европе, планерный аэродром. К его развитию приложил руки подполковник авиации Болеслав Стахон, основавший для Демблинской школы учебный лагерь. Планерный клуб быстро разрастался и уже год спустя в нём имелись большие ангары, лётная инфраструктура, посадочная площадка для самолётов в долине и катапульты для планеров на склонах Жукова. С 1935 года проводились планерные соревнования, а с 22 сентября по 26 октября 1935 года прошёл III планерный слёт, на котором было установлено несколько рекордов Польши. В клубе проходили начальное или продвинутое обучение некоторые польские лётчики, отличившиеся затем во время войны: Станислав Марусарж, Бронислав Чех, Адам Дзюжинский, Тадеуш Гура, Адам Зайтэк, Ванда Модлибовская, Ирена Кампковная, и др. В 1936 году пилот Казимеж Антоняк на планере SG#/36 достиг высоты 3435 м. Этот рекорд был побит только после войны. Ещё одним достижением был перелёт Болеслава Барановского на расстояние 332 км по прямой линии, с приземлением в Румынии.
К 1939 году лётная школа имела 774 машины, 54 стартовые установки и обучала ежемесячно от 300 до 1000 пилотов. На нужды школы работали 120 человек. 11 сентября 1939 года район был занят немецкими войсками, которым достался весь этот лётный инвентарь.
В 1945 году через деревню прошла польско-советская граница. На основе договора об обмене населением, до конца 1945 года из нижней части деревни было выселено 214 человек украинской национальности. В деревне при этом не было установлено наличие смешанных семей. В 1951 году верхняя часть деревни была передана Польше. Украинское население (1117 человек) при этом было выселено на восток, в колхоз имени Димитрова (Березовский район Одесской области).
В 1970-х годах в деревнях развивалось деревообрабатывающее производство. В марте 1973 года Совет министров ПНР, в программе по развитию района Бещад, утвердил строительство деревообрабатывающего комбината в Устяновой. Строительство продолжалось до 1 июля 1977 года, когда был открыт первый цех по обработке дерева. Через год открылся цех по производству плит ДСП, а в 1979 году цех по производству паркета, мастерские по производству упаковочных ящиков. Устянова получила новый жилой микрорайон и новую линию канализации и очистки стоков. Был протянут водопровод для нужд деревни и комбината из Солина.
Комбинат обанкротился в 1993 году. Началось его разграбление и разрушение. В настоящее время в Устяновой действует отделение фирмы Dankros, производящей мелкие работы из дерева, для лестниц, мебели и т. д.
В настоящее время основой экономики деревни является приём туристов.